# Hexoplon cearense
Hexoplon cearense är en skalbaggsart som beskrevs av Martins och Maria Helena M. Galileo 1999. Hexoplon cearense ingår i släktet Hexoplon och familjen långhorningar. Inga underarter finns listade i Catalogue of Life.